# بيتار سطانيف
بيتار سطانيف (بالإنجليزية: Petar Stanev)‏ هو لاعب كرة قدم نيجيري في مركز الهجوم، ولد في 22 سبتمبر 1975 في بلوفديف في بلغاريا. لعب مع أكاداميك صوفيا وسسكا صوفيا ونادي لوكوموتيف صوفيا ونادي ماريتسا بلوفديف ونادي هارتلاند.

## وصلات خارجية
- بيتار سطانيف على موقع الاتحاد الأوربي (الإنجليزية)
- بيتار سطانيف على موقع قاعدة بيانات كرة القدم.إي يو (الإنجليزية)
- بيتار سطانيف على موقع عالم كرة القدم.نت (الإنجليزية)